# Le Roi Manfredi
Pour plus de détails, voir Fiche technique et Distribution.
Le Roi Manfredi (Il re Manfredi) est un film d'aventures italien sorti en 1962, réalisé par Piero Regnoli.

## Synopsis
Vers 1500, Berthold de Staufenholz est envoyé en Italie pour assumer temporairement la régence d'une des provinces contrôlées par l'Empire germanique au nom d'Albéric, usurpateur de l'héritier légitime, le prince Manfredi. Ce dernier parvient à renvoyer Berthold en faisant prisonnière sa fille Grenda et en la retenant en otage dans un château. Pour se venger, Grenda s'approche du lieutenant de Manfredi, Riccardo de Casale, lui faisant croire qu'Albéric est mort et, que, par droit de succession, il peut aspirer au trône. Riccardo accepte, mais Albéric, en réalité bien vivant, arrive dans la province avec Rodolphe de Bavière déterminé à en prendre le commandement.
Le frère de Riccardo, le comte Andrea di Casale, afin de gagner la bienveillance du futur souverain, le persuade de trahir ouvertement Manfredi et de le tuer ainsi que plusieurs de ses fidèles disciples. Seul Astolfo survit, prévoyant de s'échapper avec sa fiancée Orabile, mais Riccardo découvre ses plans à l'avance et, incité par Grenda, enlève Orabile. Astolfo fait la même chose avec Albéric. Commence alors une lutte sans merci entre Astolfo et Riccardo qui culmine en un duel entre eux deux où Grenda intervient de manière inattendue et, sur une feinte d'Astolfo, tombe dans un ravin et meurt, suivie de près par Riccardo. Albéric, couronné nouveau roi de la province, fait chevalier Astolfo.

## Fiche technique
- Titre français : Le Roi Manfredi[1]
- Titre italien original : Il re Manfredi
  - Autres titres italiens : Lo sterminatore dei barbari[2] ou Gli Svevi[1]
- Réalisation : Piero Regnoli
- Scénario : Paolo Lombardo, Piero Regnoli
- Genre : film d'aventure
- Musique : Aldo Piga
- Production : Adimaro Sala pour Retix Cinematografica
- Photographie : Vitaliano Natalucci
- Format d'image : Ferraniacolor
- Montage : Enzo Alfonsi
- Durée : 92 min
- Décors : Ivo Battelli
- Costumes : Maria Luisa Panaro
- Pays de production :  Italie
- Langue originale : italien
- Dates de sortie : 
  - Italie : 1962[3] puis 1964[4]
  - France : 17 juin 1964, inédit à Paris, distribué dans le sud-est[1]

## Distribution
- Ken Clark : Astolfo
- Moira Orfei : Grenda de Staufenhols
- Gérard Landry : Riccardo de Casale
- Piero Lulli : roi Manfredi
- Renata Monteduro : Orabile
- Carla Calò : Bibiana
- José Canalejas (sous le pseudo de Joe Kamel) : Adb El Kader
- Nino Musco : père d'Orabile
- Aldo Peri : baron Berthold de Staufenhols
- Piero Leri (it) : Giordano
- Beryl Cunningham : servante de Grenda
- Daniela Regnoli : seconde servante de Grenda
- Renato Navarrini
- Marcello Bonini Olas (it)
- Anita Berti
- Alfredo Vittorio Reichlin (it) (sous le pseudo de Vittorio André)
- Gianni Loti